# Kanton Fécamp
Der Kanton Fécamp ist seit 1790 ein französischer Wahlkreis im Arrondissement Le Havre im Département Seine-Maritime in der Region Normandie; sein Hauptort ist Fécamp.

## Gemeinden
Der Kanton besteht aus 35 Gemeinden mit insgesamt 38.581 Einwohnern (Stand: 1. Januar 2022) auf einer Gesamtfläche von 215,42 km²:
| Gemeinde                 | Einwohner 1. Januar 2022 | Fläche km² | Dichte Einw./km² | Code INSEE | Postleitzahl |
| ------------------------ | ------------------------ | ---------- | ---------------- | ---------- | ------------ |
| Ancretteville-sur-Mer    | 149                      | 3,15       | 47               | 76011      | 76540        |
| Angerville-la-Martel     | 1.081                    | 10,19      | 106              | 76013      | 76540        |
| Colleville               | 766                      | 7,39       | 104              | 76183      | 76400        |
| Contremoulins            | 167                      | 4,38       | 38               | 76187      | 76400        |
| Criquebeuf-en-Caux       | 404                      | 2,08       | 194              | 76194      | 76111        |
| Criquetot-le-Mauconduit  | 195                      | 4,12       | 47               | 76195      | 76540        |
| Écretteville-sur-Mer     | 147                      | 1,89       | 78               | 76226      | 76540        |
| Életot                   | 630                      | 6,81       | 93               | 76232      | 76540        |
| Épreville                | 1.068                    | 6,44       | 166              | 76240      | 76400        |
| Fécamp                   | 17.961                   | 15,07      | 1.192            | 76259      | 76400        |
| Froberville              | 1.157                    | 5,88       | 197              | 76291      | 76400        |
| Ganzeville               | 459                      | 3,96       | 116              | 76298      | 76400        |
| Gerponville              | 381                      | 4,91       | 78               | 76299      | 76540        |
| Gerville                 | 421                      | 3,01       | 140              | 76300      | 76790        |
| Les Loges                | 1.115                    | 14,86      | 75               | 76390      | 76790        |
| Limpiville               | 399                      | 4,24       | 94               | 76386      | 76540        |
| Maniquerville            | 420                      | 2,55       | 165              | 76406      | 76400        |
| Riville                  | 314                      | 7,44       | 42               | 76529      | 76540        |
| Saint-Léonard            | 1.699                    | 11,92      | 143              | 76600      | 76400        |
| Saint-Pierre-en-Port     | 833                      | 3,89       | 214              | 76637      | 76540        |
| Sainte-Hélène-Bondeville | 698                      | 6,82       | 102              | 76587      | 76400        |
| Sassetot-le-Mauconduit   | 1.003                    | 8,81       | 114              | 76663      | 76540        |
| Senneville-sur-Fécamp    | 875                      | 4,73       | 185              | 76670      | 76400        |
| Sorquainville            | 174                      | 4,47       | 39               | 76680      | 76540        |
| Thérouldeville           | 672                      | 4,58       | 147              | 76685      | 76540        |
| Theuville-aux-Maillots   | 525                      | 7,24       | 73               | 76686      | 76540        |
| Thiergeville             | 398                      | 9,25       | 43               | 76688      | 76540        |
| Thiétreville             | 375                      | 5,33       | 70               | 76689      | 76540        |
| Tourville-les-Ifs        | 736                      | 8,34       | 88               | 76706      | 76400        |
| Toussaint                | 695                      | 4,49       | 155              | 76708      | 76400        |
| Valmont                  | 869                      | 5,55       | 157              | 76719      | 76540        |
| Vattetot-sur-Mer         | 326                      | 5,14       | 63               | 76726      | 76111        |
| Vinnemerville            | 224                      | 4,22       | 53               | 76746      | 76540        |
| Yport                    | 701                      | 2,07       | 339              | 76754      | 76111        |
| Ypreville-Biville        | 544                      | 10,20      | 53               | 76755      | 76540        |
| Kanton Fécamp            | 38.581                   | 215,42     | 179              | 7611       | –            |

Bis zur Neuordnung bestand der Kanton Fécamp aus den 13 Gemeinden Criquebeuf-en-Caux, Épreville, Fécamp, Froberville, Ganzeville, Gerville, Les Loges, Maniquerville, Saint-Léonard, Senneville-sur-Fécamp, Tourville-les-Ifs, Vattetot-sur-Mer und Yport. Sein Zuschnitt entsprach einer Fläche von 86,05 km2.

## Bevölkerungsentwicklung
| 1962   | 1968   | 1975   | 1982   | 1990   | 1999   | 2006   |
| ------ | ------ | ------ | ------ | ------ | ------ | ------ |
| 25.525 | 28.132 | 28.949 | 29.062 | 28.880 | 29.294 | 28.655 |